# Ouesso flygplats
Ouesso flygplats är en inrikesflygplats vid staden Ouesso i Kongo-Brazzaville. Den ligger i departementet Sangha, i den norra delen av landet, 700 km norr om huvudstaden Brazzaville. Ouesso flygplats ligger 353 meter över havet. IATA-koden är OUE och ICAO-koden FCOU. Ouesso flygplats hade 138 starter och landningar med totalt 3 549 passagerare och 480 kg frakt 2018.